# Amarasimha
Amarasihma (... – 375) è stato un linguista indiano.
La sua principale opera fu l'Amarakhosa, lessico illustrato che raccoglie diecimila lemmi.